# Jeland
Jeland — бренд подразделения Jaecoo компании Chery Automobile, основанный в 2025 году.

## Описание
О появлении бренда Jeland было объявлено весной 2025 года. Официально бренд был основан летом того же года. После Tenet и Esteo, это третий бренд, под которым выпускаются локализованные автомобили Chery, адаптированные для эксплуатации в российских условиях.
Первыми двумя моделями стали Jeland 35T и Jeland 42T. Они являются, соответственно, ребеджинговыми вариантами Jaecoo J7 и Jaecoo J8. Третьей моделью бренда стал Jeland J5, являющийся ребеджинговым вариантом Jaecoo J5.
Сборка автомобилей Jeland организована на бывшем заводе компании General Motors (позднее — Hyundai) в Шушарах.

## Модельный ряд
- Jeland 35T — ребеджинговый вариант Jaecoo J7[20][21][22][23].
- Jeland 42T — ребеджинговый вариант Jaecoo J8[24].
- Jeland J5 — ребеджинговый вариант Jaecoo J5[25][26][27][28].